# August Ludwig von Schlözer

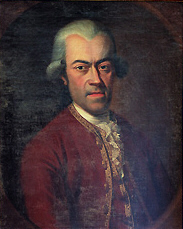
August Ludwig Schlözer, anonymes Porträt, 1779

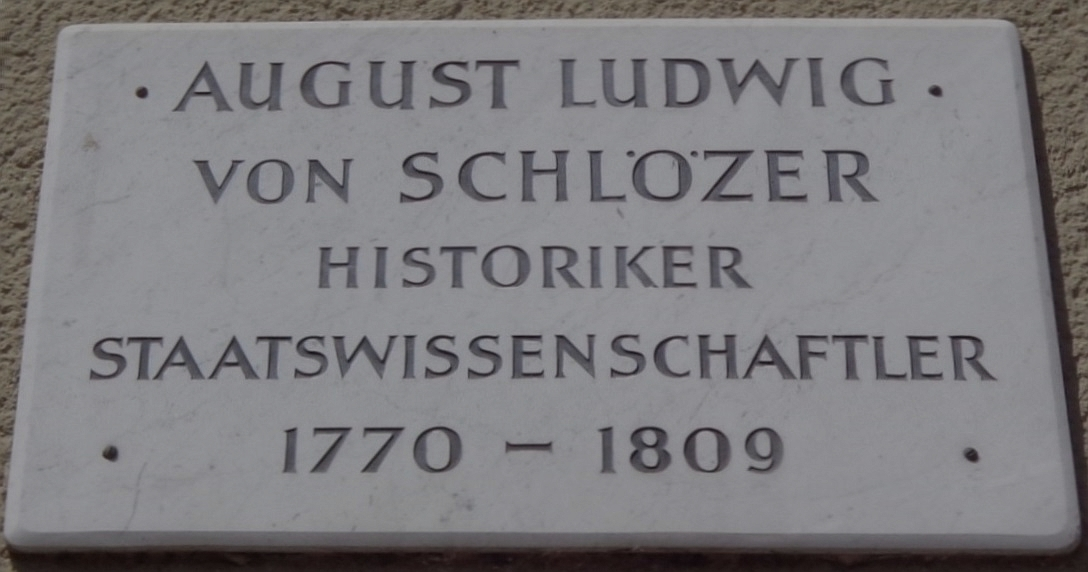
Göttinger Gedenktafel für Schlözer

August Ludwig von Schlözer, auch unter dem Pseudonym Johann Joseph Haigold schreibend und manchmal Schlötzer geschrieben (* 5. Juli 1735 Gaggstatt (Grafschaft Hohenlohe-Kirchberg, heute Kirchberg an der Jagst); † 9. September 1809 in Göttingen) war ein deutscher Historiker, Staatsrechtler, Schriftsteller, Publizist, Philologe, Pädagoge und Statistiker der Aufklärung.

## Leben und Werk
Seine Eltern waren der Pfarrer aus Gaggstatt Johann Georg Friedrich Schlözer (1689–1740) und dessen Ehefrau Sophia Catherina Haigold (1697–1768/69).
Er begann 1751 ein Theologiestudium an der Universität Wittenberg. Dem Ruf des berühmten Orientalisten Johann David Michaelis folgend, setzte er seine Studien in Göttingen fort. Um sein Bibelverständnis zu vertiefen, studierte er Geographie und Sprachen des Orients zur Vorbereitung einer Reise nach Palästina.
Das Vorhaben, das er lange intensiv verfolgte, ist bezeichnend für die Art seines Denkens: Für ein theoretisches Problem suchte er durch praktische Erprobung eine vertiefte Erkenntnis. Er war außerordentlich begabt, Fremdes produktiv aufzunehmen; hinzu trat sachliches Engagement und eine ungewöhnliche Arbeitskraft. So studierte er auch Medizin und Staatswissenschaften. Drei Jahre als Hauslehrer in Schweden genügten ihm, um in schwedischer Sprache wissenschaftliche Arbeiten schreiben zu können. Sein Versuch einer allgemeinen Geschichte der Handlung und Seefahrt in den ältesten Zeiten (1758), 1761 ins Deutsche übersetzt, ist ein Beispiel seiner Geschichtsschreibung, die lebensweltliche mit ökonomischen und politischen Faktoren verbindet, um zu einer vollständigeren geschichtlichen Erkenntnis zu gelangen.
Von 1761 bis 1770 in Russland, zunächst als Hauslehrer, dann als Adjunkt der Petersburger Akademie der Wissenschaften und Lehrer für russische Geschichte, nahm er sehr schnell die Anforderungen seiner neuen Umgebung auf und vertiefte sich in die Quellen zur russischen Geschichte. Aus dieser Beschäftigung entstand sein Hauptwerk, die Edition der altrussischen Nestorchronik (1802–1809), die genaue Kenntnis und Reflexion der historischen Methode belegt.
Zar Alexander I. würdigte seine Verdienste um die russische Geschichte durch Nobilitierung. Mit seiner Berufung zum ordentlichen Professor an die Philosophische Fakultät der Göttinger Universität hatte Schlözer seine Bestimmung gefunden. Er lehrte zunächst Universalgeschichte, nach dem Tod Gottfried Achenwalls auch Statistik, Politik, neuere Staatengeschichte und Staatsrecht. Als Lehrer faszinierte er seine Studenten, unter ihnen künftige Politiker und Beamte wie Karl Julius Weber, Heinrich Friedrich Karl vom Stein und Karl August von Hardenberg, durch sein didaktisches Geschick, die Gegenwartsbedeutung historischer Erkenntnis offenzulegen, seine freimütige Kritik an jeder obrigkeitlichen Willkür und sein leidenschaftliches politisches Temperament.
In seiner Vorstellung seiner Universalgeschichte (1772) schreibt Schlözer die Fortentwicklung der Menschheit dem verantwortungsvollen Handeln des Menschen zu. Geschichte und Politik waren in seinem Verständnis aufeinander bezogen. Im Kontext der entstehenden bürgerlichen Öffentlichkeit nehmen Autor und Leser an einem historischen Diskurs teil, den Schlözer durch explizite Anreden an den Leser eröffnet.
Grundlegend für seine staatsrechtlichen und politischen Vorstellungen sind mehrere Spätwerke, die neben dem allgemeinen Staatsrecht und der Staatsverfassungslehre eine Metapolitik genannte Reflexion und eine Theorie der Statistik enthalten. Sein Verständnis der Statistik, die er einmal als „stillstehende Geschichte“ im Unterschied zu der als „fortlaufende Statistik“ charakterisierten Geschichte definierte, hatte Einfluss auf sein berühmtes Unternehmen: August Ludwig Schlözers Briefwechsel meist historischen und politischen Inhalts (1776–1782) und seine freisinnigen Staatsanzeigen (seit 1782) wurde 1793 verboten. Es kam ihm darauf an, alle Informationen zu sammeln, die die Verhältnisse eines Landes beschreiben und erklären konnten.
Wie der Historiker vergangene Welten erforscht, so verfuhr der Statistiker Schlözer als Herausgeber seiner Zeitschriften mit dem Ziel der Aufklärung der Gegenwart. Sein Unternehmen war außerordentlich erfolgreich, seine Publizität wurde von den Mächtigen gefürchtet. In seinem Artikel Abermaliger Justizmord in der Schweiz (nachgedruckt in den Stats Anzeigen), in dem er den Hexenprozess gegen Anna Göldi im Jahre 1782 im schweizerischen Glarus kritisierte, prägte er das deutsche Wort Justizmord.
Schlözer hat als Lehrer, Schriftsteller und Publizist die öffentliche Diskussion über die Normen und Werte der Politik und des menschlichen Zusammenlebens angeregt und die Entwicklung bürgerlicher Emanzipation gefördert, eine Leistung, die er selbst – müde und verbittert am Ende seines Lebens – kritisch beurteilte.

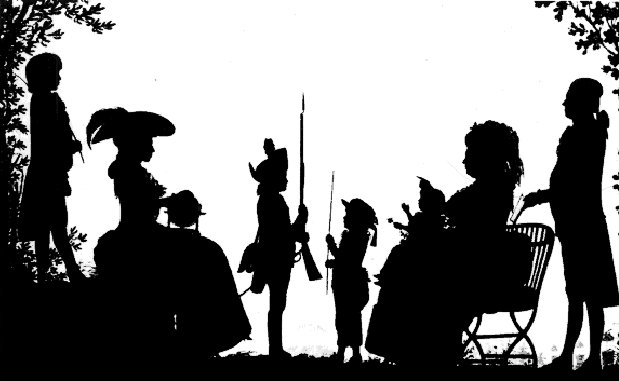
Professor Schlözer mit Frau und seinen fünf Kindern, Tochter Dorothea mit Globus (Schattenriss)

1769 hatte er die 16-jährige Caroline Friederike Roederer geheiratet. Sie wurde später als Malerin und Kunststickerin bekannt.
Die einzige überlebende Tochter aus dieser Ehe war Dorothea Schlözer (1770–1825).
Auf Veranlassung ihres Vaters erhielt sie Unterricht in Mathematik, Geschichte, Französisch, Englisch, Holländisch, Schwedisch, Italienisch, Latein, Spanisch, Hebräisch und Griechisch und bestand 1787 in Göttingen als erste weibliche Kandidatin das philosophische Doktorexamen. Sie zählt zu der als „Universitätsmamsellen“ bekannten Gruppe Göttinger Gelehrtentöchter des 18. Jahrhunderts.
Nach der Promotion half sie ihrem Vater bei der Erarbeitung der Münz-, Geld- und Bergwerks-Geschichte des Russischen Kaiserthums von 1700–1789 (1791). 1792 heiratete sie den Lübecker Kaufmann und späteren Senator Mattheus Rodde, dessen Haus sie in den folgenden Jahren zu einem gesellschaftlichen Zentrum der Hansestadt machte. Nachdem er 1810 bankrottging, zog die Familie nach Göttingen.

## Familie
Er heiratete 1769 Caroline Friederike Roederer (1753–1808), eine Tochter des Anatomen Johann Georg Roederer (1726–1763). Das Paar hatte mehrere Kinder:
- Karl (1780–1859), Kaufmann und russischer Generalkonsul ⚭ Friederike Platzmann (* 1. Juli 1787; † 28. September 1873)
- Christian (1774–1831), Professor der Staatswissenschaft in Moskau, später in Bonn
- Ludwig (1776–1812), Offizier der King’s German Legion, starb in französischer Kriegsgefangenschaft
- Dorothea (1770–1825) ⚭ Freiherr Mattheus Rodde (1754–1825)
- Elisabeth (1783–1818) ⚭ Johann Heinrich Gelbke (1746–1822), Kammersekretär

## Ehrungen

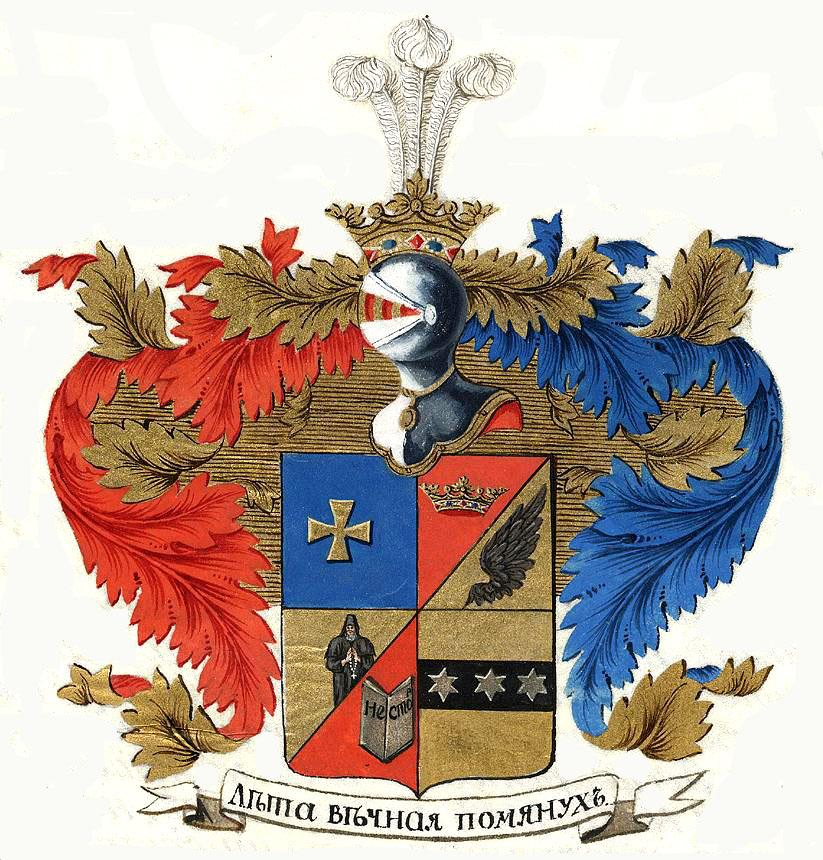
Schlözers Wappen im russischen Adelsdiplom von 1804

- Schlözer war Mitglied zahlreicher gelehrter Gesellschaften. 1761 wurde er Mitglied der Akademie der Wissenschaften zu Göttingen, 1762 Mitglied der Russischen Akademie der Wissenschaften zu Sankt Petersburg, 1769 der Bayerischen Akademie der Wissenschaften und im gleichen Jahr auch der Königlich Schwedischen Akademie der Wissenschaften.
- 1782 erhielt er die Ehrendoktorwürde von der Universität Innsbruck verliehen.
- 1803 wurde Schlözer vom russischen Zaren Alexander I. für seine Verdienste um die russische Geschichtsschreibung mit Verleihung des Sankt-Wladimir-Ordens 4. Klasse in den erblichen russischen Adelsstand erhoben.
- In Kirchberg an der Jagst (im Teilort Gaggstatt) wurde zunächst eine Straße nach Schlözer benannt und 2010 die Grund-, Haupt- und Realschule in August-Ludwig-Schlözer-Schule umbenannt.
- In Kirchberg an der Jagst wurde 2009 anlässlich des 200. Todestages von Schlözer eine internationale Konferenz durchgeführt, die in einem Tagungsband dokumentiert wurde.

## Werke (Auswahl)
- De vita dei, Diss. Wittenberg 1754 (Digitalisat)
- Neueste Geschichte der Gelehrsamkeit in Schweden, Rostock 1756–1760 (Inhaltserschließung)
- Försök til en allmän historia om handel och sjöfart uti the äldsta tider; Stockholm 1758 (deutsch: Versuch einer allgemeinen Geschichte der Handlung und Seefahrt in den ältesten Zeiten: Aus dem Schwedischen, Rostock 1761, Digitalisat).
- Neuverändertes Rußland oder Leben Catharinä der Zweyten Kayserinn von Rußland : aus authentischen Nachrichten beschrieben, Riga; Leipzig 1767 (Digitalisat und Volltext im Deutschen Textarchiv)
- Probe russischer Annalen; Bremen/Göttingen 1769.
- Algemeine Nordische Geschichte. Aus den neuesten und besten Nordischen Schriftstellern und aus eigenen Untersuchungen beschrieben; Halle 1771.
- August Ludwig Schlözers [...] Vorstellung seiner Universal-Historie, Göttingen; Gotha 1772–1773 (Bd. 1 als Digitalisat und Volltext im Deutschen Textarchiv, Bd. 2 als Digitalisat und Volltext im Deutschen Textarchiv)
- Oskold und Dir, Göttingen/Gotha 1773 (Digitalisat)
- Briefwechsel, meist historischen und politischen Inhalts (1776–1782)
- Stats-Anzeigen, 1782–1794 (Inhaltserschließung)
- WeltGeschichte nach ihren HauptTheilen im Auszug und Zusammenhange, 2 Teile; Göttingen 1785–1789.

- Geschichte von Littauen, als einem eigenen Großfürstenthume, bis zum J. 1569; Halle 1785.
- Ludwig Ernst, Herzog Zu Braunschweig Und Lüneburg, kaiserl. königl. und des h. Römischen Reichs FeldMarschall, Göttingen 1787 (Digitalisat)
- Allgemeines StatsRecht und StatsVerfassungsLere; voran: Einleitung in alle Statswiss., Encyklopädie derselben, Metapolitik; Anhang: Prüfung d. v. Moserschen Grundsätze d. allgem. Statsrechts; Göttingen 1793.
- Kritische Sammlungen zur Geschichte der Deutschen in Siebenbürgen. Göttingen 1795 (Volltext)
- Münz-, Geld-, und Bergwerks-Geschichte des Russischen Kaiserthums vom J. 1700 bis 1789, Göttingen 1797 (Digitalisat)
- Theorie der Statistik. 1. Heft, Einleitung; nebst Ideen über das Studium der Politik überhaupt; Göttingen 1804.
- Nestor. Russische Annalen in ihrer Slavonischen Grund Sprache, verglichen, von SchreibFelern und Interpolationen gereinigt, erklärt, und übersetzt, 3 Bände; Göttingen 1802, 1805, 1809.

### Texteditionen
- August Ludwig v. Schlözer: Vorbereitung zur WeltGeschichte für Kinder. Ein Buch für Kinderlehrer. Hrsg. von Marko Demantowsky und Susanne Popp, Göttingen 2011, ISBN 978-3-525-35844-3.
- August Ludwig v. Schlözer: Vorstellung seiner Universal-Historie (1772/73): mit Beilagen. Nachdruck der Ausgabe Göttingen, Gotha, Dieterich, 1772. Neu hrsg., eingeleitet und kommentiert von Horst Walter Blanke. Spenner, Waltrop 1997, ISBN 3-927718-85-8.
- Eduard Winter (Hrsg.): August Ludwig v. Schlözer und Rußland. Briefe und Rapporte von und an Schlözer 1764-1803. Berlin/DDR 1961 (Briefe und Studien zur Geschichte Osteuropas, 9).

### Bücher über Schlözer
- Martin Peters: Altes Reich und Europa. Der Historiker, Statistiker und Publizist August Ludwig (v.) Schlözer (1735–1809). Lit, Münster u. a. 2003, ISBN 3-8258-6236-4 (zugl. Dissertation der Universität Marburg, 2000).
- Heinz Duchhardt und Martin Espenhorst, geb. Peters (Hrsg.): August Ludwig (von) Schlözer in Europa. Vandenhoeck & Ruprecht, Göttingen 2012, ISBN 978-3-525-10103-2 (Veröffentlichungen des Leibniz-Instituts für Europäische Geschichte, 86).
- Werner Hennies: Die politische Theorie Schlözers zwischen Aufklärung und Liberalismus. München 1985 (Nachlaß-, Werk- u. Literaturverzeichnis, S. 264–301)
- Friederike Fürst: A. L. Schlözer, ein deutscher Aufklärer im 18. Jahrhundert. Heidelberg 1928 (Heidelberger Abhandlungen zur mittleren und neueren Geschichte, H. 56).
- Ferdinand Frensdorff: Von und über Schlözer. Berlin 1909.
- Christian von Schlözer: Schlözers öffentliches und Privatleben aus Originalurkunden und mit wörtlicher Beifügung mehrerer dieser letzteren. 2 Bde., Leipzig 1828.
- Grete Gonser: Schlözers Wurzeln in Hohenlohe. Kirchberger Hefte Nr. 8/2009, 28 Seiten + Stammbaum der Familie, herausgegeben vom Museums- und Kulturverein Kirchberg.
- Alois Winbauer: Ein Publizist des 18. Jahrhunderts : August Ludwig von Schlözer : Seine Briefwechsel und seine Staatsanzeigen. München 1938 [Dissertation, Ludwig-Maximilians-Universität]

### Aufsätze
- Martin Espenhorst, geb. Peters: Aus Neigung zum Staat. Die deutsche Reichsnation im Werk August Ludwig Schlözers (1735-1809) und seine Reise nach Rom (1781-1782). 2 Teile. In: Archiv für Kulturgeschichte, Band 103, H. 1–2 (2021), S. 157–192 und S. 445–467.
- Martin Peters: Möglichkeiten und Grenzen der Rezeption Rousseaus in der deutschen Historiographie. Das Beispiel der Göttinger Professoren August Ludwig von Schlözer und Christoph Meiners. In: Herbert Jaumann (Hrsg.): Rousseau in Deutschland. Berlin & New York 1995, S. 267–289.
- Michael Weithmann: Fenno-Ugrica in August Ludwig Schlözers „Allgemeiner Nordischer Geschichte“, in: Finnisch-Ugrische Mittelungen 7 (1983), S. 175–200. ISSN 0341-7816.
- Jürgen Voss: Schlözer und Frankreich. In: Gonthier-Louis Fink (Hrsg.): Germanistik in interkultureller Perspektive. Straßburg 1988, S. 93–105.
- Richard Saage: August Ludwig Schlözer als politischer Theoretiker. In: Hans-Georg Herrlitz, Horst Kern (Hrsg.): Anfänge Göttinger Sozialwissenschaft. Methoden, Inhalte und soziale Prozesse im 18. und 19. Jahrhundert. Göttingen 1987, S. 13–54.
- Horst Kern: Schlözers Bedeutung für die Methodologie der empirischen Sozialforschung. In: ebd., S. 55–71.
- Hans Erich Bödeker: Ein Schriftsteller … ist ein unberufener, unbesoldeter Diener der bürgerlichen Gesellschaft. Zum aufklärerischen Engagement August Ludwig Schlözers (1735–1809). In: Photorin. Mitteilungen der Lichtenberg-Gesellschaft (1987) H. 11/12, S. 3–18.
- Ursula A. J. Becher: August Ludwig von Schlözer – Analyse eines historischen Diskurses. In: Hans E. Bödeker u. a. (Hrsg.): Aufklärung und Geschichte. Studien zur Geschichtswissenschaft im 18. Jahrhundert. Göttingen 1986, S. 344–362.
- Günter Mühlpfordt: Völkergeschichte statt Fürstenhistorie – Schlözer als Begründer der kritisch-ethnischen Geschichtsforschung. In: Jahrbuch für Geschichte 25 (1982), S. 23–72.
- Otto Brinken: Der Professor aus Göttingen und die rappelköpfigen Bauern. Zu drei bemerkenswerten historischen Kinderbüchern August Ludwig v. Schlözers im Kontext des Geschichtsbuchs im 18. Jahrhundert. In: Die Schiefertafel 4 (1981), S. 25–47.
- Ursula A. J. Becher: August Ludwig von Schlözer. In: Hans-Ulrich Wehler: Deutsche Historiker. Band 7, Göttingen 1980, S. 7–23.
- Ján Tibenský: Schlözers Bedeutung für die in der Slowakei im 18. Jahrhundert herrschenden Ansichten über die Slawen. In: Eduard Winter (Hrsg.): Lomonosov – Schlözer – Pallas. Deutsch-russische Wissenschaftsbeziehungen im 18. Jahrhundert. Berlin 1962, S. 228–244.
- Theodor Heuss: August Ludwig von Schlözer und seine Tochter. In: Ders.: Schattenbeschwörung. Randfiguren der Geschichte. Stuttgart & Tübingen 1947; Klöpfer und Meyer, Tübingen 1999, ISBN 3-931402-52-5.
- Hans Dieter Haller: August Ludwig von Schlözer (1735 bis 1809), in: Pegasus auf dem Land – Schriftsteller in Hohenlohe. Baier-Verlag 2006, S. 116–123.
- Han F. Vermeulen: 'From the Field to the Study. A. L. Schlözer and the Invention of Ethnology'. In: Han F. Vermeulen: Before Boas. the genesis of ethnography and ethnology in the German Enlightenment. Lincoln & London, University of Nebraska Press, 2016, ISBN 978-0-8032-5542-5.
- Alois Winbauer: August Ludwig von Schlözer (1725–1809). In: Deutsche Publizisten des 15. bis 20. Jahrhunderts. Hrsg. Heinz-Dietrich Fischer. München-Pullach, Verlag Dokumentation 1971, S. 109–117.

### Sonstige
- Ferdinand Frensdorff: Schlözer, August Ludwig. In: Allgemeine Deutsche Biographie (ADB). Band 31, Duncker & Humblot, Leipzig 1890, S. 567–600.
- Dirk Fleischer: Schlözer, August Ludwig von. In: Neue Deutsche Biographie (NDB). Band 23, Duncker & Humblot, Berlin 2007, ISBN 978-3-428-11204-3, S. 98 f. (Digitalisat).
- Genealogisches Handbuch bürgerlicher Familien, Fünfter Band, S. 245f
- Zeitgenossen: ein biographisches Magazin für d. Geschichte unserer Zeit, Band 4, S.1ff